# Mounir El Hamdaoui
Mounir El Hamdaoui (arabisch منير الحمداوي, DMG Munīr al-Ḥamdāwī, marokkanisches Tamazight ⵎⵓⵏⵉⵔ ⵍⵃⵎⴷⴰⵡⵉ; * 14. Juli 1984 in Rotterdam) ist ein marokkanisch-niederländischer ehemaliger Fußballspieler.

## Karriere

### Verein
2001 begann El Hamdaoui seine Karriere in seiner Heimatstadt bei Excelsior Rotterdam. Gleich in seiner ersten Saison dort schaffte der Verein den Aufstieg in die Eredivisie, die höchste niederländische Spielklasse. Doch nur ein Jahr später stieg Excelsior wieder ab. Bis zum Winter 2004/05 blieb El Hamdaoui dem Verein treu, entschied sich dann allerdings, ins Ausland zu wechseln. Für die Summe von 750.000 Euro nahm ihn Tottenham Hotspur unter Vertrag. Durchsetzen konnte er sich dort allerdings nie. Einzig beim Peace Cup im Sommer 2005 sowie in den Vorbereitungsspielen gegen Northampton Town und Aldershot Town durfte er für den Verein auflaufen. Gegen beide Mannschaften konnte er Treffer markieren; zu einem Debüt in der Premier League sollte es aber nicht reichen. Im September 2006 entschieden die Hotspur-Verantwortlichen, ihn an Derby County auszuleihen. Beim damaligen Zweitligisten sollte er Spielpraxis sammeln. Nach sechs Spielen und zwei Treffern verletzte er sich allerdings und kehrte früher als geplant zurück zu den Spurs. Nach seiner Auskurierung verlängerte allerdings Derby die Ausleihfrist nicht und El Hamdaoui kehrte im Januar 2006 zurück zum Pride Park. Unglücklicherweise warfen ihn andere Verletzungen immer wieder zurück und er konnte nie richtig Fuß fassen. Im Sommer 2006 ging es wieder in die Heimat zu Willem II Tilburg. Nach einem beeindruckenden Saisonstart mit drei Treffern in vier Spielen setzte ihn eine erneute Verletzungsmisere sechs Monate außer Gefecht. Nach einer Saison bei Tilburg wechselte El Hamdaoui zum Ligakonkurrenten AZ Alkmaar.
Am 26. Juli 2010 wurde bekanntgegeben, dass El Hamdaoui zu Ajax Amsterdam wechselt. Mit Ajax wurde er in der Saison 2010/11 niederländischer Meister, El Hamdaoui erzielte dabei 13 Tore für seinen neuen Verein.
In der darauf folgenden Saison wurde er von Trainer Frank de Boer in die zweite Mannschaft von Ajax versetzt. Nach nur einer Saison (12/13) wechselte er für eine Ablöse von 800.000 € in die italienische Serie A zum AC Florenz. Er unterschrieb einen Vertrag bis zum 1. Juli 2015. Am 29. August 2013 wurde er an den FC Málaga verliehen. Am 30. Juni 2014 endete der Leihvertrag und er kehrte nach Florenz zurück. Zu Beginn der Saison 2015/16 war er vereinslos. Erst im Oktober unterzeichnete er einen Vertrag bis Saisonende bei AZ Alkmaar, für die er bereits zwischen 2007 und 2010 aktiv gewesen war. Darauf folgte ein kurzzeitiges Engagement bei Umm Salal FC in Katar. Von dort wechselte er 2016 zu Al-Taawoun FC in Saudi-Arabien.

### Nationalmannschaft
Obwohl er bereits einige Jugendmannschaften des niederländischen Verbandes durchlief, gab El Hamdaoui 2006 bekannt, für die Nationalmannschaft seiner Vorfahren, Marokko, spielen zu wollen. Sein erstes Länderspiel für Marokko absolvierte er am 28. März 2009 gegen Gabun. Insgesamt erzielte El Hamdaoui drei Tore in 15 Spielen für die Nationalelf.

## Erfolge
- Niederländischer Meister: 2009, 2011
- Niederländischer Torschützenkönig: 2009
- Fußballer des Jahres der Niederlande: 2009
- Niederländischer Supercupsieger: 2009